# Équipe d'Allemagne de l'Est de hockey sur glace
L'équipe d'Allemagne de l'Est de hockey sur glace est une équipe de hockey sur glace créée après la Seconde Guerre mondiale lorsque l'Allemagne est divisée entre l'Est et l'Ouest. L'équipe allemande de l'Est n'a pas été jugée comme élite à l'instar du Canada, des États-Unis, de la Finlande ou l'Union soviétique, mais elle a souvent été bien classée lors des tournois internationaux. Avec l'unification de l'Allemagne occidentale et orientale, l'équipe Est-allemande est dissoute en 1991.

## Résultats

### Jeux olympiques
- 1952 - N'a pas participé
- 1956 - 6e place
- 1960 - 6e place
- 1964 - 7e place
- 1968 - 8e place
- 1972 - N'a pas participé
- 1976 - N'a pas participé
- 1980 - N'a pas participé (Trophée Thayer Tutt : )
- 1984 - N'a pas participé (Trophée Thayer Tutt : )
- 1988 - N'a pas participé (Trophée Thayer Tutt : 4e place)

### Championnats du monde
Les Jeux olympiques d'hiver tenus entre 1920 et 1968 comptent également comme les championnats du monde . Durant les Jeux Olympiques de 1980, 1984 et 1988 il n'y a pas eu de compétition du tout.
- 1953 - N'a pas participé
- 1954 - N'a pas participé
- 1955 - N'a pas participé
- 1956 - 11e place (1er du groupe B)
- 1957 - 5e place
- 1958 - N'a pas participé
- 1959 - 9e place
- 1961 - 8e place
- 1962 - N'a pas participé
- 1963 - 6e place
- 1965 - 5e place
- 1966 - 5e place
- 1967 - 7e place
- 1969 - 7e place (1er du groupe B)
- 1970 - 5e place
- 1971 - 9e place (3e du groupe B)
- 1972 - 9e place (3e du groupe B)
- 1973 - 7e place (1er du groupe B)
- 1974 - 6e place
- 1975 - 7e place (1er du groupe B)
- 1976 - 8e place
- 1977 - 9e place (1er du groupe B)
- 1978 - 8e place
- 1979 - 10e place (2e du groupe B)
- 1981 - 12e place (4e du groupe B)
- 1982 - 9e place (1er du groupe B)
- 1983 - 6e place
- 1985 - 8e place
- 1986 - 11e place (3e du groupe B)
- 1987 - 13e place (5e du groupe B)
- 1989 - 13e place (5e du groupe B)
- 1990 - 13e place (5e du groupe B)